# Quentin Stafford-Fraser
James Quentin Stafford-Fraser participà en la creació de la Trojan room coffee pot, la primera webcam. Va escriure el programa que feu possible veure el pot de cafè en una pantalla d'ordinador.
Quentin va estudiar Informàtica a la Universitat de Cambridge. Va oeprar en el primer servidor d'internet de la Universitat de Cambridge el 1992 i treballà al projecte Interactive Whiteboard a l'EuroPARC Xerox de Cambridge.
Quentin va participar en el Virtual Network Computing original i en el servidor del sistema operatiu Windows al laboratori de recerca Olivetty.
Quentin és fundador i cofundador de diverses companyies i organitzacions com:
- Newhham Research (ara DisplayLink)
- Exbiblio
- El projecte Ndiyo.
- Cambridge Visual Networks (ara CEO).